# Питтакис, Кирьякос
Кирьякос Питтакис (греч. Κυριάκος Πιττάκης; 1798, Афины — 23 октября 1863, Афины) — один из первых греческих археологов.

## Биография
Питтакис родился в афинском квартале Псири, в одной из самых старых семей района. Был учеником афинского «Общества друзей Муз», где его интерес к археологии поддержал французский консул Фовел. Позже Питтакис был посвящён в тайное революционное общество Филики Этерия. Питтакис с самого начала принял участие в Греческой революции 1821 года. Когда жители Афин и окрестных сёл осадили Афинский Акрополь, турки стали рушить колонны храмов, изымая из них свинцовые стержни. Ответом повстанцев стало, — «не трожьте колонны, мы дадим вам свинец и пули». Фраза и соответствующая акция приписывается Питтакису, но оспаривается греческим историком К. Симопулосом.
В начале июня 1822 года в осаждение в Акрополе турки сдались. Однако, когда в конце месяца шедшая на Пелопоннес армия Драмали-паши вынудила повстанцев, в свою очередь, запереться на Акрополе, археологические знания Питтакиса помогли осаждённым найти, появляющийся периодически у подножия Акрополя, источник нимфы Эмпедо (греч. Εμπεδώ), который в лучший период давал им до 1600 литров воды в день. Эту заслугу Питтакиса никто не оспаривает.
Большое значение Кирьякос имел и при обороне Акрополя в 1826—1827 гг. Из существующих источников неясно, по чьей инициативе в 1824 году, в разгар войны, Питтакис отправился на, находящийся под британским контролем, остров Керкира и поступил на учёбу в Ионическую академию. Вернувшись в освобождённую Грецию по окончании войны, Питтакис в 1833 году стал одним из организаторов Афинского археологического общества, в котором последовательно стал секретарём и заместителем председателя (Главным инициатором и человеком, профинансировавшим создание общества, был греческий меценат из Вены Веллиос, Константинос). Начиная с октября 1829 года, когда Мустоксидис, Андреас, первым в возрождаемом греческом государстве, получил должность Хранителя Древностей, до 1960 года эту должность получили 115 археологов. Питтакис стал Хранителем древностей одним из первых, в 1836 году. В ту эпоху археология и, в особенности, греческая несла с собой нагрузку идеологии романтизма. Питтакис сделал поворот, «открывая» архаическую Грецию, которая пребывала тогда в тени классических идеалов. Питтакису принадлежит решение о создании музея Акрополя, во время его службы Хранителем древностей. Однако работы начались годом позже, при службе П.Эфстрадиадиса, в месте, которое ему указали Хансен, Теофил фон и Питтакис.
В значительной мере Питтакису принадлежит заслуга в создании журнала Археологическая Газета (1837), который с 1837 по 1860 гг. был государственным изданием, редактировался и издавался почти только одним Питтакисом и публиковал доклады и исследования о раскопках и находках. С 1837 пo 1840 гг. Питтакис руководил восстановлением рухнувшего от турецкого обстрела в годы войны храма Эрехтейон. Не отрицая добрых намерений Питтакиса, это вмешательство вызвало критицизм у последующих поколений археологов, историков и архитекторов. Питтакис развернул бурную деятельность по сбору эпиграфического материала в Афинах, собрал надписи церкви Мегали Панагиа и таких археологических памятников как Храм Гефеста (Афины), Стоа Адриана и Башня Ветров. Эти усилия по сохранению материала были оценены как значительный вклад в греческую археологию. Питтакис произвёл первые раскопки в Микенах в 1841 году, после чего раскопки продолжил Шлиман, Генрих в 1876 году. В Микенах Питтакис раскопал и восстановил Львиные ворота.
Умер Питтакис 23 октября 1863 года, в Афинах.

## Питтакис иФаллмерайер, Якоб Филипп
Рождённый в Тироле в 1790 году, лингвист и историк Jakob Philipp Fallmerayer, в ходе своих путешествий в Грецию и на основе имевшей место славянской топонимики, выстроил теорию о славянском происхождении современных греков. Фальмерайер не скрывал своих политических целей: «сдерживание и укрощение превосходства московитов» и «стабилизация статуса-кво в турецком государстве». Фальмерайер использовал свои выводы как предупреждение «пребывающим в иллюзиях» филэллинам Европы об опасности политического союза греков и русских, народов, которые были тесно связаны православием и, как он считал, общим славянским происхождением.
Концепция Фальмерайера сделал его врагом и эллинов и филэллинов. Его книга основывалась на топонимике. Единственный документ, приведённый Фалмерайером, стал причиной скандала, и Питтакис оказался в нём замешанным. «Хроника монастыря Св. Анаргиров» была вручена Фальмерайеру Питтакисом, и, основываясь на «Хронике», Фальмерайер утверждал, что с эпохи Юстиниан I Аттика обезлюдела на 400 лет и что остатки афинян выбрались на остров Саламин. Но 400 лет оказались на поверку тремя годами. Греческий историк Папаригопулос утверждал, что Фальмерайер сознательно подделал цифру, выстраивая свою теорию. Скопетеас пишет, что цифра была подделана, чтобы вызвать интерес у Фальмерайера. Велудис пишет, что именно Питтакис подделал цифру, чтобы дискредитировать Фальмерайера и представить его дилетантом. Так или иначе, имя Питтакиса оказалось связано с этим скандалом.